# デジモンアドベンチャー02 シングルヒットパレード
『デジモンアドベンチャー02 シングルヒットパレード』は、テレビアニメ、デジモンアドベンチャー02の楽曲を集めたコンピレーション・アルバム。

## 収録曲
1. ターゲット〜赤い衝撃〜 (4:27) 歌:和田光司
作詞:松木悠、作曲・編曲:太田美知彦
2. 絶対オーライ 〜デジメンタルアップ!〜 (4:58) 歌:アーマーシンカーズ
作詞:大森祥子、作曲・編曲:太田美知彦
3. Now is the time!! (4:13) 歌:AiM
作詞:1171、作曲・編曲:渡部チェル
4. 僕は僕だって (4:15) 歌:和田光司
作詞:松木悠、作曲:千綿偉功、編曲:渡部チェル
5. Break up! (4:07) 歌:宮崎歩
作詞:山田ひろし、作曲・編曲:太田美知彦
6. アシタハアタシノカゼガフク (4:13) 歌:AiM
作詞:三浦徳子、作曲:MIZUKI、編曲:渡部チェル
7. スタンド・バイ・ミー 〜ひと夏の冒険〜 (3:27) 歌:AiM
作詞:1171、作曲:上田晃司、編曲:伊藤浩樹